# Пітер Норвіг
Пітер Норвиг (англ. Peter Norvig) — американський вчений в галузі обчислювальної техніки. Працює директором з досліджень (раніше — директор з якості пошуку) у корпорації Google.
Член Ради Американської асоціації з розвитку штучного інтелекту і співавтор Стюарта Рассела по книзі Штучний інтелект: Сучасний підхід, що наразі є стандартним підручником у багатьох навчальних закладах. Раніше був главою Підрозділу обчислювальної техніки (зараз — Підрозділ інтелектуальних систем) в Дослідницькому центрі Еймса NASA, де він керував штатом з двохсот учених, що займаються розробками NASA в галузях анатомії і робототехніки, автоматизованої розробки та аналізу даних, нейроінженерії, розробки колективних систем, і прийняття рішень, що базуються на симуляції. Був провідним вченим у Джанглі, де Норвіг допомагав розробляти першу інтернет-службу порівняльних покупок; головний проектувальник компанії Harlequin; старший науковець Sun Microsystems Laboratories.

## Біографія
Доктор Пітер Норвіг отримав ступінь бакалавра (Bachelor of Science, B. S.) в галузі прикладної математики Університету Браун, ступінь доктора філософії галузі комп'ютерних наук Каліфорнійського університету Берклі. Був старшим викладачем Південнокаліфорнійського університету та членом науково-дослідницької групи в Берклі. Пітер Норвіг має понад п'ятдесят публікацій в різних областях комп'ютерних наук, переважно в області штучного інтелекту, обробки природної мови, інформаційного пошуку й розробки ПЗ, зокрема книги Artificial Intelligence: A Modern Approach, Paradigms of AI Programming: Case Studies in Common Lisp, Verbmobil: A Translation System for Face-to-Face Dialog, та Intelligent Help Systems for UNIX.

### Кар'єра
Доктор відомий своєю «презентацією», сатирою на погані практики презентацій, використовує образ послання Авраама Лінкольна.
Один з творців JScheme.
2006 року він офіційно став членом Асоціації обчислювальних систем. 2011 року разом з Себастьяном Траном працював над онлайн курсом зі штучного інтелекту.